# Renzo Chiosso
Lorenzo Chiosso (* 24. August 1877 in Turin; † 12. November 1949 ebenda) war ein italienischer Drehbuchautor, Schriftsteller und Filmregisseur.

## Leben
Chiosso schrieb zahlreiche Drehbücher zu Stummfilmen zwischen 1913 und 1919; in letzterem Jahr inszenierte er auch seinen einzigen eigenen Film dieser Zeit, Il re dei pezzenti. Danach wandte er sich dem Journalismus zu und veröffentlichte etliche Bücher, meist mit Erzählungen im Stile Emilio Salgaris, bevor er überraschend 1936 einen weiteren Film inszenierte. Conquistatori d'anime wurde zusammen mit Felice Minotti im Auftrag der Salesianer Don Boscos gedreht, der die Vorstellungen dieser Gruppierung in semidokumentarischer Weise abbildete.

## Filmografie
Regisseur
- 1919: Il re dei pezzenti
- 1936: Conquistatori d'anime

Drehbuch
- 1913: Spartacus (Spartaco)

## Werke (Auswahl)
- 1928: Le avventure di Simon Wander
- 1942: Voragine rossa. Pia Società San Paolo
- 1951: La leonessa di Serendib. Viglongo